# Go Back
Go Back é o primeiro álbum ao vivo da banda brasileira de rock Titãs, gravado em concerto no dia 8 de julho de 1988 no Festival de Jazz de Montreux, na Suíça e lançado em 14 de outubro do mesmo ano.
O disco foi visto pela banda como o encerramento de um ciclo. Rendeu dois singles: "Go Back" e "Marvin".

## O show em Montreux
Antes dos Titãs, outros artistas brasileiros já haviam gravado apresentações no festival, como Pepeu Gomes, Os Paralamas do Sucesso, Elba Ramalho e A Cor do Som.
O show da banda foi a primeira apresentação deles no exterior. Os ensaios foram realizados num estúdio em Londres, onde o guitarrista Tony Bellotto encontrou Jimmy Page (guitarrista do Led Zeppelin) e pediu que ele autografasse sua Gibson Les Paul com uma chave de fenda, para que o escrito nunca mais saísse.
A preparação da apresentação foi conturbada; membros comentaram depois que não receberam auxílio da gravadora, tampouco da produção do festival para carregar os equipamentos, deslocar-se pela Europa, alugar estúdios e ensaiar (os roadies ainda não haviam chegado do Brasil). Fizeram a passagem de som com atraso e tiveram apenas 15 minutos. A guitarra de Liminha, contratado como terceiro guitarrista, não soava pelos amplificadores e ele deve de tocar suas partes depois, em estúdio, para que elas soassem no disco. O baterista Charles Gavin teve de tocar com um instrumento emprestado. Segundo o então baixista e vocalista Nando Reis, alguns outros overdubs foram feitos. O resultado final frustrou tanto o grupo que eles decidiram não mais lançar o disco após ouvir a fita, mudando de ideia no dia seguinte ao verem o vídeo do show na casa do diretor do festival, Claude Nobs.
Sobre o público, a banda declarou que foram recebidos com certo estranhamento, inicialmente, mas o público (estimado em 2 mil pessoas) foi crescendo e se empolgando mais conforme o show progrediu.
Havia uma expectativa de que a ida à Suíça fosse o pontapé de uma tentativa de promover a banda internacionalmente, mas os próprios membros desmentiam essa intenção, alegando que buscar uma carreira fora do Brasil exigiria um planejamento a longo prazo.
O repertório envolveu faixas então pouco conhecidas dos dois primeiros discos deles, como "Marvin" (Titãs) e "Pavimentação" (Televisão), e canções mais famosas dos dois lançamentos seguintes, como "Polícia" (Cabeça Dinossauro) e "Diversão" (Jesus Não Tem Dentes no País dos Banguelas). O jornalista Ricardo Alexandre analisa que agora essas faixas integravam o repertório "situadas num processo lógico evolutivo, e não mais como vítimas de uma ruptura brusca feita pelo disco 'punk' Cabeça Dinossauro".

## Produção do disco
Das 15 faixas tocadas no show, 13 foram aproveitadas no disco, uma vez que ele não comportaria todas.
Go Back foi mixado no estúdio Swanyard, em Londres, com presença dos integrantes e também no Record Plant em Los Angeles e no Nas Nuvens, no Rio de Janeiro. A mixagem foi encerrada no dia 12 de julho de 1988. As gravações, digitais, ocorreram em 24 canais.
Após a mixagem, foram a Lisboa para uma turnê local, abrindo shows para os Xutos & Pontapés.

## Lançamento e repercussão
Para a divulgação na imprensa, a banda preparou um caderno com fotos e entrevistas realizadas pelo então presidente da WEA, André Midani. A capa e a contracapa do disco trazem fotos dos oito integrantes quando crianças. Na capa, começando pela foto superior esquerda e seguindo no sentido horário, podem ser vistos Nando, o tecladista e vocalista Sérgio Britto, o então vocalista e saxofonista Paulo Miklos e Tony. Na contracapa, seguindo as mesmas direções, estão o guitarrista Marcelo Fromer, os vocalistas Branco Mello e Arnaldo Antunes e o baterista Charles Gavin. O encarte traz fotos então atuais deles passeando pela Europa.
Apesar do disco ter saído após a promulgação da Constituição de 1988, que extinguia a censura, as cópias ainda vieram com um aviso dando conta da proibição da reprodução da faixa "Bichos Escrotos".
Entre outubro e novembro de 1988, realizaram uma turnê para promover o disco e planejavam retornar a Los Angeles para gravar o então próximo disco. Segundo o Dicionário Cravo Albin da Música Popular Brasileira, o álbum vendeu 320 mil cópias; o jornalista Ricardo Alexandre fala em 350 mil.

## Recepção da crítica
| Críticas profissionais | Críticas profissionais |
| Avaliações da crítica  | Avaliações da crítica  |
| Fonte                  | Avaliação              |
| ---------------------- | ---------------------- |
| allmusic               | [ 14 ]                 |
| Jornal do Brasil       | [ 15 ]                 |

Escrevendo no allmusic, Eduardo Rivadavia chamou a apresentação deles no festival de "triunfante", mas disse que o disco, embora tenha uma boa seleção dos "vários talentos da banda', ainda fatalmente omitirá algumas canções favoritas particulares de cada fã.
Arthur Dapieve, do Jornal do Brasil, parabenizou a "coragem" da banda de enfrentar um público desconhecido e os novos arranjos criados para as faixas. Finalizou dizendo, em alusão à letra de "Não Vou Me Adaptar", que "os Titãs sempre falaram o que ninguém dizia; sempre escutaram o que ninguém ouvia; e jamais vão se adaptar — à mediocridade dos covardes".

## Faixas
| Faixas de Go Back, autoria das faixas conforme fontes |                                              |                                                     |                   |         |  |
| N.º                                                   | Título                                       | Compositor(es)                                      | Vocais principais | Duração |  |
| 1.                                                    | "Jesus Não Tem Dentes no País dos Banguelas" | Marcelo Fromer, Nando Reis                          | Nando             | 2:32    |  |
| 2.                                                    | "Nome aos Bois"                              | Arnaldo Antunes, Marcelo, Nando, Tony Bellotto      | Nando             | 1:47    |  |
| 3.                                                    | "Bichos Escrotos"                            | Arnaldo, Nando, Sérgio Britto                       | Paulo Miklos      | 3:18    |  |
| 4.                                                    | "Pavimentação"                               | Arnaldo, Paulo Miklos                               | Paulo             | 3:33    |  |
| 5.                                                    | "Diversão"                                   | Nando, Sérgio                                       | Paulo             | 5:03    |  |
| 6.                                                    | "Marvin (Patches)"                           | R. Dunbar, G. N. Johnson / Versão de Nando e Sérgio | Nando             | 4:21    |  |
| 7.                                                    | "AA UU"                                      | Marcelo, Sérgio                                     | Sérgio            | 2:36    |  |
| 8.                                                    | "Go Back"                                    | Sérgio, Torquato Neto                               | Sérgio            | 3:40    |  |
| 9.                                                    | "Polícia"                                    | Tony                                                | Sérgio            | 2:17    |  |
| 10.                                                   | "Cabeça Dinossauro"                          | Arnaldo, Branco, Paulo                              | Branco            | 2:25    |  |
| 11.                                                   | "Massacre"                                   | Marcelo, Sérgio                                     | Branco            | 1:58    |  |
| 12.                                                   | "Não Vou Me Adaptar"                         | Arnaldo                                             | Arnaldo           | 3:20    |  |
| 13.                                                   | "Lugar Nenhum"                               | Arnaldo, Charles Gavin, Marcelo, Sérgio, Tony       | Arnaldo           | 4:14    |  |

| Faixas bônus da edição em CD |                            |                                                     |                   |         |  |
| N.º                          | Título                     | Compositor(es)                                      | Vocais principais | Duração |  |
| 14.                          | "Marvin (Patches) (remix)" | R. Dunbar, G. N. Johnson / versão de Nando e Sérgio | Nando             | 4:14    |  |
| 15.                          | "Go Back (remix)"          | Sérgio, Torquato                                    | Sérgio            | 5:23    |  |

## Créditos
Titãs
- Arnaldo Antunes – vocais
- Branco Mello – vocais
- Nando Reis – baixo e vocais
- Sérgio Britto – teclados e vocais
- Paulo Miklos – vocais, saxofone em "Marvin (Patches)"
- Tony Bellotto – guitarra
- Marcelo Fromer – guitarra
- Charles Gavin – bateria e percussão

### Músico convidado
- Liminha – guitarra[16]

### Pessoal técnico
- Direção artística – Liminha
- Mixagem e masterização – Recording Plant Inc. (Los Angeles), Swanyard Recording Studios (Londres)
- Engenharia de mixagem – Joel Moss, John Lee, Vitor Farias
- Assistente de mixagem – Paul
- Engenharia de gravação – David Richards
- Coordenação gráfica – Silvia Panella
- Capa – Sérgio Britto
- Fotos – Titãs, amigos e parentes
- Roadie – Abrahão Lincoln, Marcos Peleiro, Sombra Jones
- Técnico de P.A. – Paulo Junqueiro